# Bhor
Bhor è una città dell'India di 17.882 abitanti, situata nel distretto di Pune, nello stato federato del Maharashtra. In base al numero di abitanti la città rientra nella classe IV (da 10.000 a 19.999 persone).

## Geografia fisica
La città è situata a 18° 10' 0 N e 73° 50' 60 E e ha un'altitudine di 587 m s.l.m..

## Società

### Evoluzione demografica
Al censimento del 2001 la popolazione di Bhor assommava a 17.882 persone, delle quali 9.137 maschi e 8.745 femmine. I bambini di età inferiore o uguale ai sei anni assommavano a 2.076, dei quali 1.104 maschi e 972 femmine. Infine, coloro che erano in grado di saper almeno leggere e scrivere erano 13.923, dei quali 7.552 maschi e 6.371 femmine.